# جواد أباد (ورامين)
جواد أباد (بالفارسية: جوادآباد) هي مدينة تقع في إيران في Javadabad District. يقدر عدد سكانها بـ 4,718 نسمة وترتفع عن سطح البحر 832 متر.